# Erik Meynen
Erik Meynen, né le 18 décembre 1957 à Kapellen (province d'Anvers), est un auteur de bande dessinée et caricaturiste politique belge néerlandophone. Il a travaillé au Studio Vandersteen en tant que scénariste pour Bob et Bobette.

## Biographie
Erik Meynen naît le 18 décembre 1957 à Kapellen. Il suit une formation artistique à l'Académie royale des beaux-arts de Gand où il étudie l'animation avec Raoul Servais.
Dès 1978, dans le cadre d'un travail de vacances, Meynen dessine les décors d'un épisode de la série de Robert Merhottein : De Kiekeboes (Kiekeboe in Carré). Avec Pjotr, il réalise les aventures de Tommy Gun et Marion Lee à partir de 1980. En 1982, il publie avec le même dessinateur le one shot d'espionnage Le Retour de Roxane dans la collection « Atomium 58 » aux éditions bruxelloises Magic Strip. On retrouve sa signature dans Spirou en 1983 où il écrit les scénarios de deux courts récits de Tommy Gun. Cette série connaît une publication en album aux éditions Magic Strip sous le titre Les Aventures de Tommy Gun et Marion Lee en 1983. À partir de 1987, il réalise des dessins pour le magazine Lava sur des scénarios de Kamagurka. Il est ami avec l'écrivain Herman Brusselmans, qui lui écrit également occasionnellement un scénario de bande dessinée, comme Inspecteur Bob Lost Het Bijna Op (1988). Au début des années 1990, il dessine deux bandes dessinées sur le gourou de la bourse Jean-Pierre Van Rossem. Il réalise des caricatures politiques pour l'hebdomadaire (aujourd'hui disparu) Panorama/De Post et il publie dans le quotidien De Morgen ainsi que dans Het Laatste Nieuws depuis les années 1990, d'abord en tant que dessinateur et depuis 2003 également en tant que dessinateur d'une bande dessinée quotidienne sur la politique belge. En 2014, il lance également lance une page hebdomadaire de bande dessinée dans Knack. En 1999, il est récipiendaire du prix Adhémar de bronze pour un recueil de ses caricatures sous le titre De Jaren van Dehaene. En 2003, il sort De Plannen van Verhofstadt [« Les Plans de Verhofstadt »] aux éditions The House of Books dont il vend plus de 15000 exemplaires. En 2006, Paniek in de politiek (Panique en politique) suit ainsi que Het lijden van Leterme [« La Souffrance de Leterme »] toujours chez le même éditeur. Il travaille quotidiennement avec l'auteur Frank Willemse depuis le début du XXIe siècle.
Erik Meynen commence à travailler au Studio Vandersteen en 2002 en tant que scénariste. À partir de 2005, il signe les scénarios de Bob et Bobette avec Peter Van Gucht et Bruno De Roover. La première histoire à laquelle il contribue est L'Europagaille aux éditions Standaard Uitgeverij. Depuis 2002, il collabore aussi régulièrement avec Dirk Stallaert.
Guy Verhofstadt, le politicien qu'il présentait souvent à l'époque, fait un caméo en compagnie d'autres hommes politiques dans l'album Peekaboo Bij Fanny op lap.
En 1990, il rend hommage à François Walthéry dans Natacha - Spécial 20e anniversaire - Nostalgia aux éditions  monégasques Marsu Productions.

### Vie privée
Erik Meynen est marié à la créatrice de textiles Marie Mees. Erik et Marie ont un fils Thomas.

## Œuvres

### Albums de bande dessinée

#### Le Retour de Roxane
- Le Retour de Roxane[3], Magic Strip, coll. « Atomium 58 », Bruxelles, 1982
Scénario : Erik Meynen - Dessin et couleurs : Pjotr -  (ISBN 2803500647)

#### Les Aventures de Tommy Gun et Marion Lee
- Les Aventures de Tommy Gun et Marion Lee[8], Magic Strip, Bruxelles, 1983
Scénario : Erik Meynen - Dessin : Pjotr - Couleurs : bichromie -  (ISBN 2-8035-0082-5)

#### Les Nez de Centné
- Les Nez de Centné
Scénario : Erik Meynen - Dessin : Dirk Stallaert - Couleurs : Hannelore Vantieghem

Bob et Bobette
- 273. L'Europagaille, Standaard Uitgeverij, Anvers, février 2002
Scénario : Erik Meynen, Marc Verhaegen, Paul Geerts - Dessin : Marc Verhaegen, Paul Geerts - Couleurs : quadrichromie -  (ISBN 9002020791)

### Collectifs
- Natacha - Spécial 20e anniversaire - Nostalgia, Marsu Productions, Monaco, février 1990
Scénario : collectif - Dessin : collectif dont Erik Meynen - Couleurs : quadrichromie -  (ISBN 2-907159-04-6)Participation : Hommage à Walthéry.

### Prix et distinctions
- 1999 :  Adhémar de bronze pour De jaren van Dehaene [« Les Années Dehaene »][1].

#### Études
- Danny De Laet et Yves Varende, Au-delà du septième art : histoire de la bande dessinée belge, Bruxelles, Ministère des affaires étrangères, du commerce extérieur et de la coopération au développement, coll. « Chroniques belges » (no 322), 1979, 302 p., ill. (OCLC 301693218, lire en ligne).

#### Livres
: document utilisé comme source pour la rédaction de cet article.
- (nl) « Erik Meynen », dans Striptekenaars in Vlaanderen [« Les Dessinateurs de bande dessinée en Flandre »], Anvers, Vlaamse Onafhankelijke Stripgilde, 1982, 132 p., ill. (ISBN 90-70481-15-4, OCLC 902354153, présentation en ligne), p. 80-81.
- (nl) Jan Hoet et Dany Vandenbossche, « Meynen », dans De wereld van de strips in originelen [« Le Monde de la bande dessinée en originaux »], Bruxelles, Vlaams Parlement, 2013, 68 p., PDF (OCLC 901366732, lire en ligne), p. 43.
- Philippe Mellot, Michel Denni, Laurent Turpin et Isabelle Morzadec, Trésors de la bande dessinée : BDM 2023-2024 - Catalogue encyclopédique et Argus, Paris, Les Arènes, novembre 2022, 23e éd., 1677 p., ill. ; 23 cm (ISBN 9791037507280, OCLC 1351462460, présentation en ligne), p. 1074, 1356. .